# Polski Związek Płetwonurkowania
Polski Związek Płetwonurkowania (PZPn) – organizacja zrzeszająca zawodników, trenerów i działaczy polskiego pływania w płetwach. Organizacja została powołana 4 grudnia 1993 roku w Gdyni. W czerwcu 1996 roku Polski Związek Płetwonurkowania został członkiem Światowej Konfederacji Sportów Podwodnych (CMAS). PZPn był organizatorem wielu ważnych dla sportowego pływania w płetwach imprez, między innymi w 2019 roku powierzono mu organizacje finału Pucharu Świata który odbył się na pływalni w Poznaniu. Od 2024 roku funkcje prezesa związku pełni Jarosław Kukliński. Organizacja swoją siedzibę w Kościerzynie.